# Satyrium fuliginosa
Satyrium fuliginosa är en fjärilsart som beskrevs av Edwards 1861. Satyrium fuliginosa ingår i släktet Satyrium och familjen juvelvingar. Inga underarter finns listade.